# Asteroscopus pallida
Asteroscopus pallida är en fjärilsart som beskrevs av Barend J. Lempke 1964. Asteroscopus pallida ingår i släktet Asteroscopus och familjen nattflyn. Inga underarter finns listade i Catalogue of Life.